# Prima Divisione 2022-2023 (Arabia Saudita)
La Prima Divisione 2022-2023 (Arabia Saudita) è stata la 46ª edizione del secondo livello del campionato saudita di calcio, vinta per la 1ª volta nella sua storia dall'Al-Ahli.
Le partite si sono disputate a partire dal 22 agosto 2022, per poi finire il 29 maggio 2023.

## Squadre partecipanti
| Prima Divisione 2022-2023 (Arabia Saudita) | Prima Divisione 2022-2023 (Arabia Saudita) | Prima Divisione 2022-2023 (Arabia Saudita)                                                 | Prima Divisione 2022-2023 (Arabia Saudita) |
| Squadra                                    | Città                                      | Stadio                                                                                     | Capienza                                   |
| ------------------------------------------ | ------------------------------------------ | ------------------------------------------------------------------------------------------ | ------------------------------------------ |
| Al-Ahli                                    | Gedda                                      | Stadio Principe Abdullah Al-Faisal                                                         | 27 000                                     |
| Al-Ain                                     | al-Bāha                                    | Stadio Città dello sport Re Saud                                                           | 10 000                                     |
| Al-Arabi                                   | Unaizah                                    | Department of Education Stadium                                                            | 10 000                                     |
| Al-Faisaly                                 | Harmah                                     | Stadio Città dello sport di Al-Majma'ah                                                    | 7 000                                      |
| Al-Hazem                                   | Al-Rass                                    | Stadio Al-Hazem Club                                                                       | 8 000                                      |
| Al-Jabalain                                | Ha'il                                      | Stadio Principe Abdul Aziz bin Musa'ed                                                     | 12 000                                     |
| Al-Kholood                                 | Al-Rass                                    | Stadio Al-Hazem Club                                                                       | 8 000                                      |
| Al-Okhdood                                 | Najran                                     | Stadio Città dello sport Principe Hathloul bin Abdul Aziz Stadio dell'Università di Najran | 12 000 10 000                              |
| Al-Orobah                                  | Sakaka                                     | Stadio Al-Oruba Club                                                                       | 6 000                                      |
| Al-Qadsiah                                 | Khobar                                     | Stadio Principe Saud bin Jalawi                                                            | 15 000                                     |
| Al-Qaisumah                                | Hafar al-Batin                             | Stadio Al-Batin Club                                                                       | 6 000                                      |
| Al-Riyadh                                  | Riad                                       | Stadio Principe Turki bin Abdul Aziz                                                       | 15 000                                     |
| Al-Sahel                                   | Anak                                       | Stadio Principe Saud bin Jalaw (Khobar)                                                    | 15 000                                     |
| Al-Shoalah                                 | Al-Kharj                                   | Stadio Al-Shoalah Club                                                                     | 5 200                                      |
| Hajer                                      | Al-Hasa (Hofuf)                            | Stadio Hajer Club                                                                          | 12 000                                     |
| Jeddah                                     | Gedda                                      | Stadio delle riserve dello stadio Città dello sport Re Abd Allah                           | 1 000                                      |
| Najran                                     | Najran                                     | Stadio Città dello sport Principe Hathloul bin Abdul Aziz Stadio dell'Università di Najran | 12 000 10 000                              |
| Ohod                                       | Medina                                     | Stadio Principe Mohammed bin Abdul Aziz                                                    | 24 000                                     |

## Allenatori
| Squadra      | Allenatore         |
| ------------ | ------------------ |
| Al-Ahli      | Pitso Mosimane     |
| Al-Ain       | Didier Gomes       |
| Al-Arabi     | Alen Horvat        |
| Al-Faisaly   | Giovanni Solinas   |
| Al-Hazem     | Filipe Gouveia     |
| Al-Jabalain  | Denis Lavagne      |
| Al-Kholood   | Mladen Žižović     |
| Al-Okhdood   | Jorge Mendonça     |
| Al-Orobah    | Quim Machado       |
| Al-Qadisiyya | Youssef Al-Ghadeer |
| Al-Qaisumah  | José Garrido       |
| Al-Riyadh    | Damir Burić        |
| Al-Sahel     | Mohamed Saidi      |
| Al-Shoalah   | Nacif Beyaoui      |
| Hajer        | Mohammed Al-Ayari  |
| Jeddah       | Maher Al-Shammari  |
| Najran       | Ǵoko Hadžievski    |
| Ohod         | Mohamed Mkacher    |

## Classifica finale
|  | Pos. | Squadra      | Pt | G  | V  | N  | P  | GF | GS | DR  |
|  | ---- | ------------ | -- | -- | -- | -- | -- | -- | -- | --- |
|  | 1.   | Al-Ahli      | 72 | 34 | 21 | 9  | 4  | 48 | 24 | +24 |
|  | 2.   | Al-Hazem     | 68 | 34 | 20 | 8  | 6  | 55 | 29 | +26 |
|  | 3.   | Al-Okhdood   | 68 | 34 | 21 | 5  | 8  | 64 | 35 | +29 |
|  | 4.   | Al-Riyadh    | 63 | 34 | 19 | 6  | 9  | 52 | 37 | +15 |
|  | 5.   | Al-Faisaly   | 58 | 34 | 16 | 10 | 8  | 45 | 32 | +13 |
|  | 6.   | Al-Arabi     | 49 | 34 | 13 | 10 | 11 | 43 | 43 | 0   |
|  | 7.   | Al-Kholood   | 43 | 34 | 12 | 7  | 15 | 33 | 31 | +2  |
|  | 8.   | Hajer        | 43 | 34 | 11 | 10 | 13 | 36 | 41 | -5  |
|  | 9.   | Ohod         | 42 | 34 | 10 | 12 | 12 | 29 | 38 | -9  |
|  | 10.  | Al-Jabalain  | 41 | 34 | 9  | 14 | 11 | 42 | 43 | -1  |
|  | 11.  | Al-Qadisiya  | 40 | 34 | 10 | 10 | 14 | 29 | 34 | -5  |
|  | 12.  | Al-Orobah    | 40 | 34 | 11 | 7  | 16 | 35 | 41 | -6  |
|  | 13.  | Al-Qaisumah  | 40 | 34 | 8  | 16 | 10 | 35 | 44 | -9  |
|  | 14.  | Al-Ain Saudi | 39 | 34 | 11 | 6  | 17 | 34 | 46 | -12 |
|  | 15.  | Jeddah       | 38 | 34 | 10 | 8  | 16 | 34 | 40 | -6  |
|  | 16.  | Najran       | 36 | 34 | 9  | 9  | 16 | 36 | 54 | -18 |
|  | 17.  | Al-Sahel     | 32 | 34 | 7  | 11 | 16 | 36 | 51 | -15 |
|  | 18.  | Al-Shoalah   | 23 | 34 | 5  | 8  | 21 | 23 | 46 | -23 |

      Promosse in Saudi Pro League 2023-2024.
      Retrocesse in Seconda Divisione 2023-2024.
Tre punti per la vittoria, uno per il pareggio, zero per la sconfitta.
In caso di arrivo di due o più squadre a pari punti, la graduatoria verrà stilata secondo la classifica avulsa tra le squadre interessate che prevede, in ordine, i seguenti criteri:
- Punti negli scontri diretti
- Differenza reti negli scontri diretti
- Differenza reti generale
- Reti realizzate in generale
- Sorteggio

Note:

### Tabellone
Ogni riga indica i risultati casalinghi della squadra segnata a inizio della riga, contro le squadre segnate colonna per colonna (che invece avranno giocato l'incontro in trasferta). Al contrario, leggendo la colonna di una squadra si avranno i risultati ottenuti dalla stessa in trasferta, contro le squadre segnate in ogni riga, che invece avranno giocato l'incontro in casa.
|             | AHL  | AIN  | ARB  | FSY  | HAZ  | JAB  | KHO  | OKH  | ORO  | QAD  | QAI  | RIY  | SAH  | SHO  | HJR  | JED  | NAJ  | OHD  |
| ----------- | ---- | ---- | ---- | ---- | ---- | ---- | ---- | ---- | ---- | ---- | ---- | ---- | ---- | ---- | ---- | ---- | ---- | ---- |
| Al-Ahli     | –––– | 1-0  | 1-2  | 2-2  | 1-0  | 3-0  | 1-0  | 1-4  | 1-0  | 1-0  | 1-1  | 0-2  | 2-2  | 2-0  | 3-1  | 1-0  | 2-1  | 3-0  |
| Al-Ain      | 0-0  | –––– | 2-0  | 0-1  | 0-1  | 2-0  | 0-3  | 1-2  | 2-2  | 1-0  | 0-1  | 0-2  | 1-2  | 3-2  | 1-2  | 2-1  | 0-0  | 4-1  |
| Al-Arabi    | 0-0  | 3-1  | –––– | 1-0  | 0-2  | 1-0  | 0-0  | 0-1  | 2-1  | 1-2  | 2-1  | 0-1  | 2-2  | 0-2  | 0-0  | 1-1  | 1-3  | 0-2  |
| Al-Faisaly  | 1-2  | 4-1  | 2-3  | –––– | 3-2  | 3-1  | 1-1  | 1-3  | 1-2  | 1-0  | 1-0  | 0-1  | 1-1  | 1-1  | 1-0  | 2-0  | 2-2  | 2-0  |
| Al-Hazem    | 0-0  | 2-0  | 3-0  | 0-1  | –––– | 2-2  | 1-1  | 1-0  | 2-1  | 1-0  | 3-0  | 2-1  | 3-2  | 1-1  | 2-0  | 2-1  | 4-1  | 2-1  |
| Al-Jabalain | 1-2  | 1-2  | 1-2  | 1-2  | 3-1  | –––– | 1-0  | 2-0  | 1-3  | 2-1  | 3-1  | 1-4  | 1-1  | 0-0  | 3-1  | 1-1  | 1-1  | 1-0  |
| Al-Kholood  | 1-2  | 1-2  | 1-2  | 0-1  | 0-2  | 1-1  | –––– | 2-1  | 1-0  | 2-0  | 0-1  | 1-0  | 0-2  | 2-0  | 1-0  | 1-0  | 0-1  | 0-0  |
| Al-Okhdood  | 2-0  | 3-1  | 2-1  | 2-1  | 0-1  | 0-0  | 1-1  | –––– | 4-2  | 0-0  | 3-1  | 1-2  | 2-1  | 1-0  | 2-1  | 3-2  | 4-1  | 1-0  |
| Al-Orobah   | 0-0  | 2-1  | 1-3  | 0-1  | 0-2  | 2-2  | 2-1  | 1-0  | –––– | 0-1  | 1-1  | 0-1  | 0-0  | 2-0  | 0-1  | 1-0  | 1-0  | 0-0  |
| Al-Qadisiya | 1-1  | 0-1  | 3-2  | 0-0  | 1-1  | 1-0  | 1-0  | 1-3  | 1-2  | –––– | 1-0  | 1-1  | 1-1  | 1-1  | 1-1  | 0-0  | 1-2  | 3-0  |
| Al-Qaisumah | 0-2  | 0-0  | 2-2  | 1-1  | 1-1  | 2-2  | 0-2  | 2-2  | 1-4  | 0-1  | –––– | 1-1  | 0-0  | 1-0  | 2-2  | 2-1  | 2-1  | 2-0  |
| Al-Riyadh   | 0-2  | 3-0  | 3-3  | 1-2  | 0-0  | 0-0  | 1-1  | 0-3  | 1-0  | 1-2  | 2-1  | –––– | 1-2  | 1-3  | 2-1  | 2-1  | 3-2  | 2-1  |
| Al-Sahel    | 1-3  | 2-1  | 0-1  | 1-1  | 2-3  | 0-0  | 0-3  | 3-2  | 0-2  | 1-2  | 1-2  | 1-3  | –––– | 1-1  | 1-2  | 0-1  | 3-2  | 1-1  |
| Al-Shoalah  | 0-1  | 0-1  | 2-0  | 1-0  | 0-0  | 0-5  | 0-1  | 1-2  | 3-0  | 0-2  | 0-1  | 0-3  | 0-1  | –––– | 1-2  | 1-2  | 1-3  | 1-2  |
| Hajer       | 1-2  | 1-2  | 1-1  | 1-0  | 3-2  | 0-0  | 1-0  | 1-0  | 2-2  | 2-0  | 2-2  | 0-1  | 1-1  | 0-1  | –––– | 1-0  | 1-1  | 1-0  |
| Jeddah      | 1-1  | 2-2  | 0-2  | 2-2  | 1-3  | 2-0  | 0-1  | 2-4  | 1-0  | 2-1  | 1-1  | 2-0  | 2-0  | 1-0  | 2-1  | –––– | 2-0  | 0-0  |
| Najran      | 0-2  | 0-0  | 1-0  | 0-1  | 0-3  | 1-3  | 2-1  | 0-4  | 2-1  | 1-1  | 1-1  | 1-2  | 3-2  | 1-1  | 2-0  | 1-0  | –––– | 0-2  |
| Ohod        | 0-2  | 1-0  | 1-1  | 0-0  | 2-1  | 2-2  | 2-1  | 1-1  | 2-0  | 1-0  | 1-1  | 1-3  | 1-0  | 1-1  | 0-0  | 2-1  | 1-1  | –––– |